# Martin Kovář (plavec)
Martin Kovář (* 20. března 1967 Praha) je český manažer a bývalý fyzicky handicapovaný plavec závodící v kategorii S3. Po pádu z balkonu v roce 1989 je ochrnutý od prsou dolů a má špatnou hybnost pravé ruky.
Sportoval od dětství, vystudoval Fakultu tělesné výchovy a sportu a Přírodovědeckou fakultu Univerzity Karlovy. Po úraze se začal věnovat plavání, ve kterém reprezentoval Českou republiku již na mistrovství Evropy 1995 v Perpignanu, kde se dostal do finále na trati 50 m znak, a rok později na Letních paralympijských hrách v Atlantě, kde v téže disciplíně obsadil 6. místo. Na evropském šampionátu 1997 v Badajozu získal první dvě medaile, na mistrovství světa 1998 v Christchurchi byl ovlivněn nemocí, která mu znemožnila doplavat na předních umístěních. O rok později na mistrovství Evropy v Braunschweigu získal titul na trati 50 m znak, k němuž přidal další dva cenné kovy. Znakařským vrcholem byla pro Martina Kováře letní paralympiáda 2000 v Sydney, kde na padesátce získal zlatou medaili ve světovém rekordu, kterou doplnil o bronz z trati 100 m volný způsob. V roce 2001 absolvoval pouze domácí šampionát, více se však věnoval tréninku, kde se zaměřil na kraul. Na mistrovství světa 2002 v argentinském Mar del Plata vyhrál v tomto plaveckém stylu na tratích 50 a 100 m; dále zde získal stříbra z 200 m a štafety 4× 50 m volný způsob. V letech 2002 a 2003 překonal na kraulařských tratích 10× světový rekord. Zúčastnil se také letních paralympijských her 2004 v Athénách, kde se se ziskem tří zlatých medailí z tratí 50, 100 a 200 m volný způsob (pokaždé se světovým rekordem) stal nejúspěšnějším českým sportovcem. Po hrách ukončil sportovní kariéru.
V letech 2003 a 2004 se stal Paralympionikem roku, v roce 2004 se umístil na třetím místě ankety Sportovní hvězda ČT za Romanem Šebrle a Kateřinou Neumannovou. Podílel se na vedení soukromého bezbariérového gymnázia, byl poradcem ministra práce a sociálních věcí Vladimíra Špidly v oblasti zdravotně handicapovaných, moderoval pořad Klíč v České televizi, spoluzaložil projekt KONTAKT Bb, v rámci kterého se učí fyzicky handicapovaní lidé plavat, spolupracuje s Nadací Charty 77 (Konto Bariéry, aj.), působí v neziskovém sektoru. Pracuje jako ombudsman ředitel Rozvoje péče o klienta v ČSOB.
Ve volném čase rád rybaří, přičemž v roce 2002 ve Walesu získal titul mistra světa v lovu ryb udicí.